# Cláudio Galeno
Cláudio Galeno ou Élio Galeno, em latim Claudius Galenus e grego Κλαύδιος Γαληνός, (Pérgamo, c. 129 - provavelmente Sicília, ca. 217), mais conhecido como Galeno de Pérgamo foi um proeminente médico e filósofo romano de origem grega, e provavelmente o mais talentoso médico investigativo do período romano. Suas teorias dominaram e influenciaram a ciência médica ocidental por mais de um milênio. Seus relatos de anatomia médica eram baseados em macacos, visto que a dissecação humana não era permitida no seu tempo, mas foram insuperáveis até a descrição impressa e ilustrações de dissecções humanas por Andreas Vesalius em 1543. Desta forma Galeno é também um precursor da prática da vivissecção e experimentação com animais.

## Contribuições na Medicina
A maioria de suas obras e seus estudos se perderam. Sabe-se, contudo, que Galeno investigou anatomia, fisiologia, patologia, sintomatologia e terapêutica. Foi o mais destacado médico de seu tempo e o primeiro que conduziu pesquisas fisiológicas.
Galeno fez muitas importantes descobertas, como distinguir as veias das artérias, o sangue venoso do arterial, propor pela primeira vez que o corpo fosse controlado pelo cérebro, dando a distinção entre nervos sensoriais e motores, descobrindo que os rins processam a urina e demonstrando que a laringe é responsável pela voz. A descrição feita por Galeno das atividades do coração, artérias e veias durou até que William Harvey estabelecesse que o sangue circula com o coração agindo como uma bomba em 1628. No século XIX, os estudantes de Medicina ainda liam Galeno para aprender alguns conceitos. Galeno desenvolveu muitas experiências com ligações nervosas que apoiaram a teoria, ainda aceita hoje, de que o cérebro controla todos os movimentos dos músculos por meio do crânio e do sistema nervoso periférico.

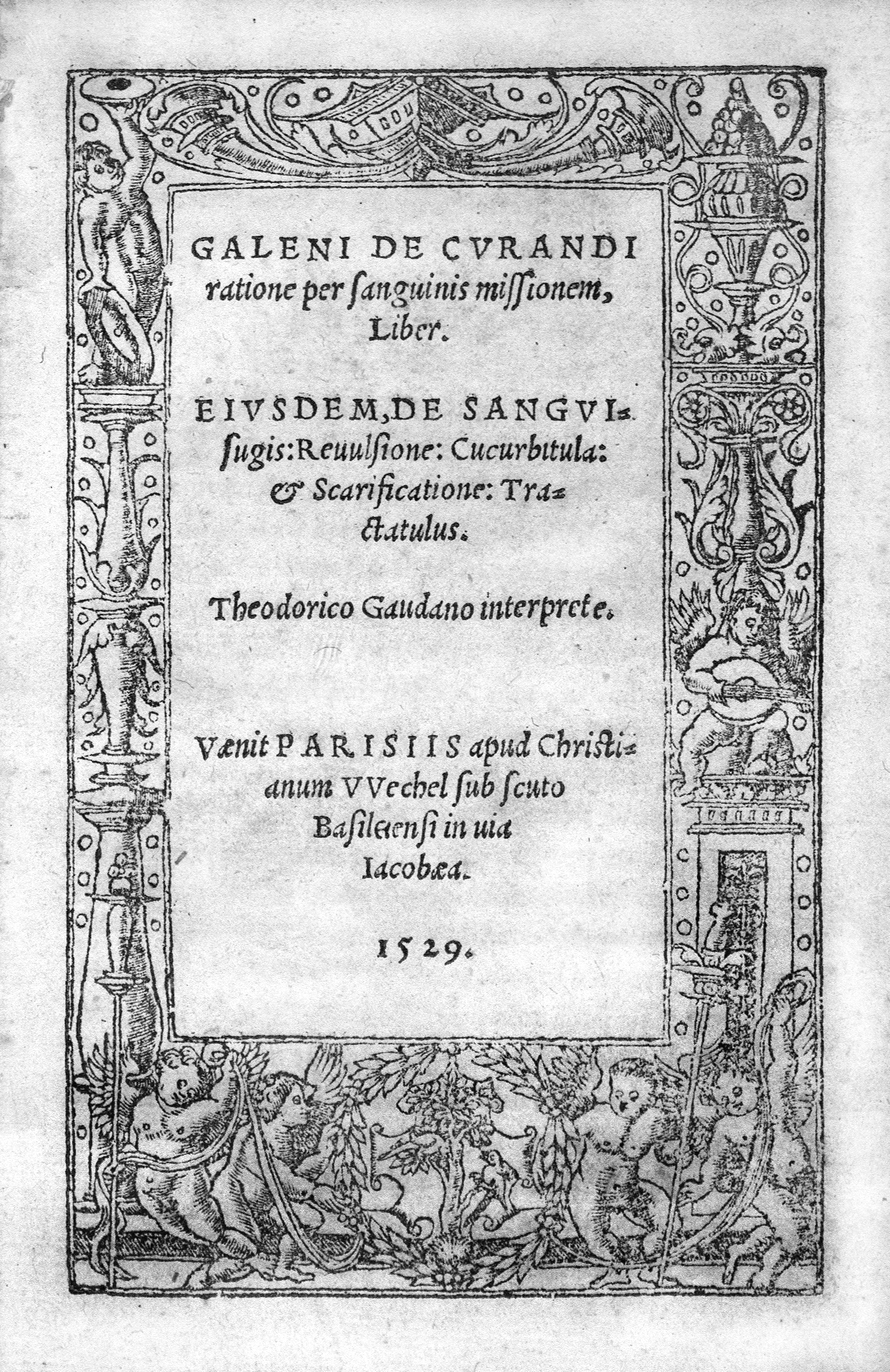
De curandi ratione

Por volta de 170, Galeno realizou uma experiência que iria mudar o curso da medicina: demonstrou pela primeira vez que as artérias conduzem sangue e não ar, como até então se acreditava. No campo da anatomia, Galeno distinguiu ainda os ossos com e sem cavidade medular. Descreveu a caixa craniana e o sistema muscular. Pesquisou os nervos do crânio e reconheceu os raquidianos, os cervicais, os recorrentes e uma parte do sistema simpático. Galeno também foi o primeiro a demonstrar (baseado em experiências) que o rim é um órgão excretor de urina. Farmacologia também interessava Galeno.
Galeno também foi um conhecido cirurgião, e muitos dos seus procedimentos e técnicas, ousados demais para seu tempo, só seriam usadas novamente alguns séculos depois, como sua intervenção cirúrgica para correção da catarata.
Em vista das limitações técnicas (em especial limitações ópticas), Galeno inevitavelmente acabou cometendo erros. Não era possível ver o que se passava no interior dos órgãos. Seus dois maiores erros ocorreram em sua Teoria da Circulação e na sua ideia de que cada órgão realiza sua função própria devido a uma ação de forças que atuavam sobre os órgãos. Segundo Galeno, o sangue circulava devido ao impulso ou força atrativa cuja origem era a própria parede da artéria. Tal concepção foi estendida para todos os órgãos. O respeito pelas teorias de Galeno era tão grande que levou mais de 15 séculos para que sua Teoria das Forças fosse contestada (já que os médicos consideravam suas teorias infalíveis). 
Foi graças à difusão da medicina árabe e a William Harvey que os erros de Galeno neste assunto foram corrigidos.

## Contribuições para a Filosofia
Galeno escreveu uma pequena obra chamada O Melhor Médico É Também um Filósofo e se via como sendo ambos, o que significava embasar a prática médica no aparente conhecimento teórico ou "filosofia", como aquele era chamado em seu tempo. Galeno estava muito interessado na disputa entre as facções médicas racionalistas e empiristas e sua utilização da observação direta, da dissecação e da vivissecção na formação médica e como forma de fundamentar a prática médica pode ser entendida como tendo considerado ambas as perspectivas e construído um fundamento mais complexo e mesclado que evitou problemas com cada posição.

## Biografia
Ele descreve seus primeiros anos de vida em Sobre as Moléstias da Mente. Nascido em setembro de 129 d.C., Galeno era filho de Élio Nicon, um rico patrício, arquiteto e construtor com interesses ecléticos, incluindo filosofia, matemática, lógica, astronomia, agricultura e literatura. Galeno descreve o pai como um "homem muito afável, justo, bom e benevolente". Naquela época, Pérgamo era um grande centro cultural e intelectual, notável por sua biblioteca (expandida por Eumenes II), só inferior à de Alexandria, e atraía tanto filósofos estoicos como platônicos, a quem Galeno foi apresentado aos 14 anos. 
Seus estudos também abrangeram cada um dos principais sistemas filosóficos da época, incluindo o aristotélico e o epicurista. Seu pai tinha planejado uma carreira tradicional para Galeno na filosofia ou na política e teve o cuidado de expô-lo a influências literárias e filosóficas. No entanto, Galeno afirma que por volta do ano 145, seu pai teve um sonho em que o deus Esculápio apareceu e lhe ordenou que seu filho estudasse medicina. Novamente, nenhuma despesa foi poupada e após sua inicial educação liberal, aos 16 começou a estudar na prestigiosa asclepieia (ou templo de cura dedicado a Esculápio) local na função de "therapeutes" (auxiliar ou atendente de tratamento) por quatro anos. Lá, recebeu influências de homens como Escrião de Pérgamo, Estratônico e Sátiro. Esses santuários funcionavam como sanatórios onde o doente vinha procurar ajuda do sacerdócio. O templo de Pérgamo era procurado avidamente pelos romanos em busca de uma cura. Foi também o refúgio de pessoas notáveis como o historiador Aulo Cláudio Cárace, o orador Élio Aristides, o sofista Polemon e o cônsul Cáspio Rufino.
Galeno iniciou seus estudos em filosofia e medicina por volta do ano 146 d.C. Após dois anos, achou que nada mais tinha a aprender ali e partiu para outros centros, como Esmirna, Corinto e Alexandria, a fim de se aperfeiçoar. Voltou para Pérgamo em 157, julgando terminada sua instrução. Passou, então, a ocupar o cargo de médico da escola de gladiadores, especializando-se em cirurgia e dietética.
Sendo Roma o centro do mundo ocidental àquela época, Galeno partiu para a cidade no ano 162. Ele, que já havia ganhado fama ao curar um milionário de nome Eudemo, tornou-se ainda mais famoso, a ponto de se tornar médico particular do imperador romano Marco Aurélio. Suas conferências sobre medicina e higiene eram tão concorridas que ele as fazia em um teatro. As aulas práticas que realizava incluíam a vivissecção e a necropsia. Permaneceu em Roma até 192, se afastando da cidade apenas por um curto período em que esteve no Oriente Médio. Ao fim da vida, retornou para Pérgamo.

## Obras
Entre suas obras destacam-se:
- Comentários a Hipócrates
- Sobre as seitas
- Sobre a melhor doutrina
- Sobre a medicina empírica

Galenou Apanta, 1538

- De anatomicis administrationibus (em quinze volumes)
- De usu partium corporis humani
- Método terapêutico